# 伊那北駅
伊那北駅（いなきたえき）は、長野県伊那市山寺にある、東海旅客鉄道（JR東海）飯田線の駅である。

## 歴史
- 1912年（明治45年）
  - 1月4日：伊那電車軌道（1919年に伊那電気鉄道へ改称）御園停留場（現存せず） - 当駅間延伸時に、終着駅として開設[1][3]。一般駅[2]。
  - 5月11日：伊那電車軌道が入舟町停留場（後の入舟停留場、現存せず）まで延伸し、途中駅となる[3]。
- 1943年（昭和18年）8月1日：伊那電気鉄道線が飯田線の一部として国有化され、鉄道省（後の日本国有鉄道）の駅となる[2][4]。
- 1984年（昭和59年）1月16日：車扱貨物取扱廃止（旅客駅化）[2]。
- 1985年（昭和60年）3月14日：荷物扱い廃止[2]。
- 1987年（昭和62年）4月1日：国鉄分割民営化に伴い、JR東海の駅となる[2][5]。
- 1988年（昭和63年）11月1日：夜間窓口休止。
- 1991年（平成3年）3月15日：現駅舎に改築[1]。
- 1992年（平成4年）2月1日：業務委託駅化。
- 2013年（平成25年）4月1日：窓口廃止、無人駅化[6]。
- 2014年（平成26年）：ホーム嵩上げ、待合室改築等の改良工事を実施。

## 駅構造
単式ホーム1面1線と島式ホーム1面2線を持ち、列車交換が可能な地上駅。単式ホーム側（下り線）に駅舎があり、島式ホーム側とは伊那市駅側にある構内踏切で連絡している。1・2番線が本線で、3番線が上り副本線である。貨物取扱駅であったため、構内には複数本の側線がある。かつては駅舎の北側に有蓋車用の貨物ホームがあった。
伊那市駅管理の無人駅。2013年3月までは東海交通事業職員が駅業務を担当する業務委託駅で、JR全線きっぷうりばが設置されていた。

### のりば
| 番線 | 路線      | 方向 | 行先             | 備考                       |
| ---- | --------- | ---- | ---------------- | -------------------------- |
| 1    | CD 飯田線 | 下り | 辰野方面         |                            |
| 2・3 | CD 飯田線 | 上り | 飯田・天竜峡方面 | 3両編成の列車は3番線に発着 |

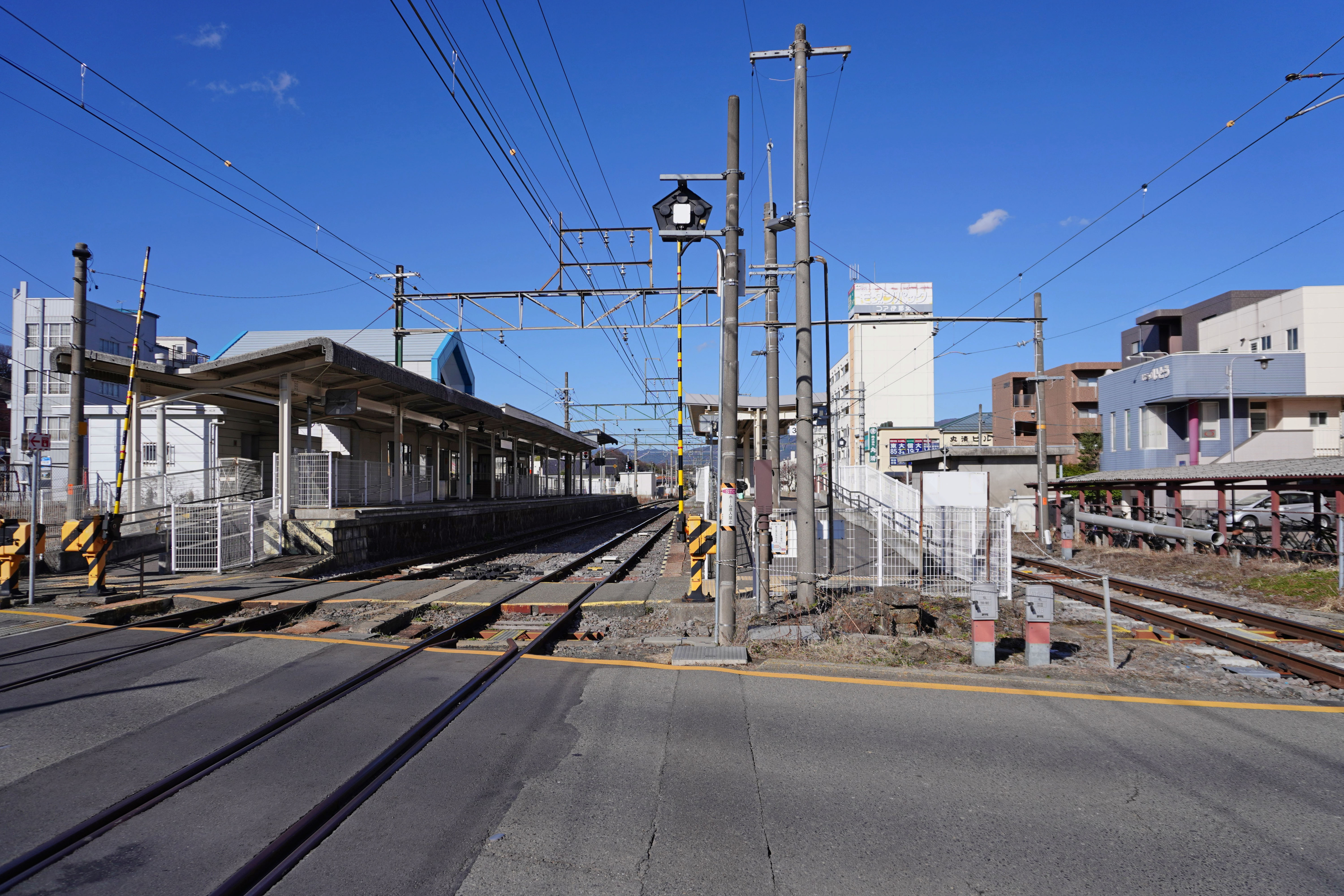
ホーム（2023年3月）

## 利用状況
「伊那市統計書」によると、近年の1日平均乗車人員は以下の通り。
| 年度   | 1日平均 乗車人員 |
| ------ | ---------------- |
| 2005年 | 1,096            |
| 2006年 | 1,114            |
| 2007年 | 1,123            |
| 2008年 | 1,142            |
| 2009年 | 1,116            |
| 2010年 | 1,081            |
| 2011年 | 1,056            |
| 2012年 | 1,076            |
| 2013年 | 1,084            |
| 2014年 | 1,011            |
| 2015年 | 1,012            |
| 2016年 | 1,007            |
| 2017年 | 1,030            |
| 2018年 | 1,024            |

## 駅周辺
伊那北高校、高遠高校、上伊那農業高校の最寄駅のため学生も多い。観桜シーズンには高遠城址公園へのアクセス駅として賑わう。
隣の伊那市の中心駅、伊那市駅とは徒歩15分ほどの距離にあり、市街地が連続しており、あたかも路地裏の家々の軒先を掠めるように電車が走る。
- 長野県道146号南箕輪沢渡線
- ジェイアールバス関東中央道支店
- ファインデイズホテル
- 南信森林管理署
- 八十二銀行伊那北支店
- アルプス中央信用金庫伊那北支店
- 伊那中央病院[1]
  - 2003年 (平成15年) 3月31日までは当駅近くの天竜川沿いにあった。当時の名称は伊那市営中央総合病院。
- 伊那市社会福祉協議会
- 福祉まちづくりセンター「ふれあいーな」
- 上伊那口腔保健センター
- 伊那市保健センター
- 伊那市立伊那小学校
- 日本年金機構伊那年金事務所

### バス路線
駅前にJRバス関東が運行する高遠町方面バス（高遠線）の乗り場がある。
伊那バスが運行する伊那市街地循環バスと伊那本線（伊那市街地 - 南箕輪村 - 箕輪町）＜伊那市、南箕輪村、箕輪町による試験運行＞は駅南方にある「伊那北」バス停から発車する。

## 隣の駅
東海旅客鉄道（JR東海）
CD 飯田線
■快速（「みすず」含む）
伊那市駅 - 伊那北駅 - （一部田畑駅） - 北殿駅
■普通
伊那市駅 - 伊那北駅 - 田畑駅
※国有化前は、伊那市駅（当時は伊那町駅） - 当駅間に入舟停留場が存在した。
※1923年（大正12年）までは、当駅 - 田畑駅（当時は田畑停留場）間に山寺停留場、御園停留場、神子柴停留場が存在した。